# 笛卡儿符号法则
笛卡儿符号法则，首先由笛卡儿在他的作品La Géométrie中描述，是一个用于确定多项式的正根或负根的个数的方法。
如果把一元实系数多项式按降幂方式排列，则多项式的正根的个数等于相邻的非零系数的符号的变化次数，或者比它依次小2的整倍数；而负根的个数则是把所有奇数次项的系数变号以后，所得到的多项式的符号的变化次数，或者比它小2的整倍数。
例如，以下的多项式
{\displaystyle x^{3}+x^{2}-x-1\,}
在第二项和第三项有一个符号变化。因此它正好有一个正根。实际上，我们可以看到，这个多项式可以分解为：
{\displaystyle (x+1)^{2}(x-1),\,}
因此它的根为−1（二重根）和1。
把奇数次项变号，可得：
{\displaystyle -x^{3}+x^{2}+x-1.\,}
这个多项式有两个符号变化，因此这个多项式有2个或0个正根，原来的多项式有2个或0个负根。这个多项式可以分解为： 
{\displaystyle -(x-1)^{2}(x+1),\,}
因此根为1（二重根）和−1。

## 特殊情况
注意如果知道了多项式只有实数根，则利用这个方法可以完全确定正根的个数。由于零根的重复度很容易计算，因此也可以求出负根的个数。于是所有根的符号都可以确定。